# Josef Strauss
Josef Strauss (20. srpna 1827, Vídeň – 22. července 1870, Vídeň) byl rakouský hudební skladatel; druhý syn skladatele Johanna Strausse. Skládal polky a valčíky.

## Život
Hudební talent od svého otce zdědil, ale na základě otcova přání šel studovat na polytechnický institut a věnoval se i výtvarnému umění. První zaměstnání získal jako kreslič. V revolučním roce 1848 se stal členem studentských legií, ale do dění se příliš nezapojoval, zůstal antimilitaristou.
Poté, co jeho bratr zkolaboval a rodina ho požádala, aby ho zastoupil ve vedení orchestru, neměl k tomu dostatečné hudební vzdělání. Proto jej přesvědčili k rychlostudiu hudby. 23. června 1853 poprvé vystoupil před publikem, již v srpnu představil svou první vlastní skladbu, valčík Die Ersten und Letzten (První a poslední).
Osvědčil se jako dirigent, i jako skladatel a po bratrově návratu z léčení se s ním ve vedení orchestru střídal. V roce 1870 při koncertě ve Varšavě zkolaboval a byl převezen do Vídně a krátce nato zemřel, pravděpodobně na krvácení do mozku.
Během své krátké hudební kariéry stihl vydat 283 skladeb. Jejich hudební styl je podobný Johannovu, ale vyznívá melancholičtěji. Mezi nejznámější díla patří valčíky Dorfschwalben aus Österreich op.164, Akvarellen op. 258, nebo Perlen der Liebe op. 39. Společně s Johannem napsal i slavnou Pizzicato-Polku.